# توماس فدریکو
توماس فدریکو (انگلیسی: Tomás Federico؛ زادهٔ ۱۸ مهٔ ۱۹۹۸) بازیکن فوتبال است.